# Съвместно съжителство (филм)
„Съвместно съжителство“ (на френски: Domicile conjugal) е френски драматичен филм от 1970 година на режисьора Франсоа Трюфо.

## Сюжет
Антоан Доанел (Жан-Пиер Лео) е женен за Кристин (Клод Жад) – учителка по цигулка. Скоро става и баща. Но на новата си работа среща японката Киото. Скоро Кристин научава за това и Антоан трябва да си понесе последствията.

## В ролите
| Изпълнител      | Роля                |
| --------------- | ------------------- |
| Жан-Пиер Лео    | Антоан Доанел       |
| Клод Жад        | Кристин Доанел      |
| Даниел Чекалди  | Люсиен Дарбон       |
| Клер Дюамел     | Мадам Дарбон        |
| Хироко Бергауър | Киоко               |
| Барбара Лаж     | Моник, секретарката |
| Даниел Буланже  | Тенор               |